# UTair Aviation
UTair" (tiếng Nga: ОАО «Авиакомпания «ЮТэйр») (MCX: UTAR) là một hãng hàng không có trụ sở ở sân bay Khanty-Mansiysk ở Nga. Hãng cung cấp các dịch vụ bay vận chuyển hành khách quốc tế và nội địa thường lệ, dịch vụ bay thường lệ bằng máy bay trực thăng (ví dụ từ Surgut) cũng như các tuyến bay thuê chuyến bằng máy bay cánh cố định và máy bay trực thăng để hỗ trợ cho ngành dầu khí khắp Tây Siberia. UTair cũng tham gia dịch vụ bay cứu trợ cho Liên Hợp Quốc. Cơ sở chính của hãng ở sân bay quốc tế Roschino (TJM) ở Tyumen Oblast, Nga với cự ly 13 km về phía tây thành phố Tyumen.

## Tai nạn và sự cố
- Chuyến bay 120 của UTair là một chuyến bay vận chuyển hành khách nội địa thường lệ từ Tyumen Surgut, khu tự trị Khanty-Mansi, Nga. Ngày 02 tháng 4 năm 2012, chiếc ATR 72-200 của chuyến bay bị rơi ngay sau khi cất cánh từ sân bay quốc tế Roschino, làm thiệt mạng 31 trong số 43 người trên khoang.